# Sirat
Sirat (arab. سيرة) to romans rycerski, forma popularnej literatury arabskiej. Każdy z siratów ma wielu narratorów, a koncentruje się na osobie głównego bohatera, najczęściej jakiejś słynnej postaci z dziejów arabskich, są to np. przedmuzułmański rycerz i poeta Antara Ibn Szaddad, księżniczka Zat al-Himma, sułtan mamelucki Az-Zahir Bajbars i inni. Zwykle są to niezwykle obszerne dzieła przekazywane w formie ustnej (drukiem zaczęły się ukazywać dopiero w XX wieku.)
Sirat (arab. صراط) to w polskiej transkrypcji również nazwa mostu wiodącego do Dżannah, islamskiego raju.